# OPUS 21
『OPUS 21』（オーパス・トゥエンティワン）は、杏里8作目のベスト・アルバム。1995年9月1日発売。発売元はフォーライフ・レコード。

## 概要
- 自身のバラード楽曲を選曲し発売された全曲新録のバラード・ベスト・アルバム。2枚組仕様。
- 初回限定盤として製作された50万セットは特別BOX仕様で豪華フォトブックレット・未発表曲「ハートのRING A BELL」の8センチCDが同封されている。

## 収録曲
作詞：吉元由美　作曲：ANRI　編曲：小倉泰治（特記以外）

### Disc 1
1. 砂浜
  - 作詞・作曲：かおる
2. ONE〜愛はふたりの言葉だから〜
  - Strings Arrangement：小倉泰治・David Campbell
3. 霧雨に消えてゆく
  - Strings Arrangement：小倉泰治・David Campbell
4. WHO KNOWS MY LONELINESS?
5. SHOO-BE DOO-BE MY BOY
6. GOOD-NIGHT FOR YOU
  - 作詞・作曲：角松敏生
7. EDGE OF HEAVEN
8. LANI〜Heavenly Garden〜
9. 晩夏の恋人たちへ
10. SUMMER CANDLES
  - 編曲：小倉泰治／Claude Gaudette
  - Strings Arrangement：Jeremy Lubbock
  - 22ndシングル
11. MOON IN THE RAIN
  - 作曲：Joey McCoy
  - Chorus Arrangement：Rockapella
12. CHRISTMAS CALENDAR
  - 編曲：Claude Gaudette
13. さよならシングル・デイズ
  - 編曲：小倉泰治・Claude Gaudette

### Disc 2
1. 最後のSHOOTING STAR'
2. スノーフレイクの街角
3. OASIS
  - 編曲：Richie Vanilla・小倉泰治
4. LOVE LETTERS
5. DREAMING
6. P.S. 言葉にならない
7. 夕なぎ
8. LOVERS ON VENUS
9. ST. IMAGINATION
10. D.J. I LOVE YOU
11. CURTAIN CALL
  - 作詞：真沙木唯　作曲：佐藤博　編曲：井上鑑
12. YOU ARE NOT ALONE
  - 作詞：康珍化　作曲：林哲司　編曲：Robby Buchanan

### Disc 3（初回盤のみ）
1. ハートのRING A BELL
  - 作詞：ANRI
  - 東京テレメッセージCMソング。歌詞にポケットベルの英語表記である「beeper」が出てくる。